# Kurzenberg
Kurzenberg (toponimo tedesco) è stato un comune svizzero del Canton Appenzello Esterno. È stato soppresso nel 1658 e diviso nei nuovi comuni di Heiden, Lutzenberg e Wolfhalden.